# (3550) Link
(3550) Link est un astéroïde de la ceinture principale.

## Description
(3550) Link est un astéroïde de la ceinture principale. Il fut découvert le 20 décembre 1981 à l'Observatoire Kleť par Antonín Mrkos. Il présente une orbite caractérisée par un demi-grand axe de 2,93 UA, une excentricité de 0,15 et une inclinaison de 14,7° par rapport à l'écliptique.

## Compléments